# Гюлер, Ара
Ара Гюлер (з.-арм. Արա Կիւլէր, тур. Ara Güler; 16 августа 1928 — 17 октября 2018) — известный турецкий фотожурналист армянского происхождения, которого также называют «Глаз Стамбула» и «Стамбульский фотограф».

## Биография
Ара Гюлер родился 16 августа 1928 году в стамбульском районе Бейоглу в армянской семье. Его отец владел аптекой, а среди друзей отца было множество интересных и творческих людей. Так, с самого детства мальчика окружало богемное по тем временам общество. Учился в армянской средней школе «Гетронаган». Ара с детства решил стать актёром, и, ещё учась в школе, он начал играть в театре; в тот период он посещал курсы драматического искусства под руководством Мухсина Эртугрула, основателя современного Турецкого театра.
Впрочем, несмотря на всю свою любовь к кино, когда пришло время выбирать, Ара отказался от актёрства и выбор пал в пользу журналистики, поступив в 1950 году на работу в редакцию газеты «Yeni Istanbul» в качестве фотожурналиста. В то же самое время он изучал экономику в Стамбульском университете. Позднее он перешёл работать в другое издание, в газету «Hürriyet».

## Карьера фотографа
В 1958 году американская журнальная компания «Time-Life» открыла филиал в Турции, и Гюлер стал её первым корреспондентом на Ближнем Востоке. Вскоре он получил заказы от «Paris Match», «Stern» и «The Sunday Times». После окончания военной службы в 1961 году Гюлер был принят на работу в турецкий журнал «Hayat» в качестве руководителя его фотографического отдела. Примерно в это же время он познакомился с Анри Картье-Брессоном и Марком Рибу, которые предложили ему работу в международном фотоагентстве «Magnum Photos», к которому он присоединился на определённое время. Его работы были представлены в британском фотоальбоме 1961 года. Кроме того, в том же году он был принят в Американское общество журнальных фотографов (ASMP) (сегодня называемое Американским обществом медиа-фотографов) в качестве единственного члена из Турции. Швейцарский журнал Camera удостоил его работы специальным изданием.
В 1960-х годах фотографии Гюлера использовались для иллюстрации книг известных авторов и демонстрировались на различных выставках по всему миру. Его работы были выставлены в 1968 году в 10 мастерских цветной фотографии в Нью-Йоркском Музее Современного Искусства и на выставке «Photokina» в Кёльне, Германия. Его книга «Türkei» была опубликована в Германии в 1970 году. Фотографии Гюлера по искусству и истории искусства использовались в изданиях «Time», «Life», «Newsweek», «Horizon» и в швейцарском издательстве «Skira».
Гюлер ездил по командировкам в Иран, Казахстан, Афганистан, Пакистан, Индию, Кению, Новую Гвинею, Калимантан, а также во все части Турции. В 1970-х годах он фотографировал политиков и художников, таких как Индира Ганди, Мария Каллас, Джон Бёрджер, Бертран Рассел, Вилли Брандт, Альфред Хичкок, Энсел Адамс, Имоджен Каннингем, Марк Шагал, Сальвадор Дали и Пабло Пикассо.
Многочисленные работы Гюлера собраны в Национальной библиотекой Франции в Париже, Музее Джорджа Истмана в Рочестере, Университете Небраски-Линкольна мемориальной художественной галереей Линкольна Шелдона, Музее Людвига и фотомузее «Das imaginäre» в Кёльне.
В 1970-е годы Ара Гюлер работал в кино, сняв документальный фильм «Конец героя» (1975). Он был основан на вымышленном рассказе о снятии ветерана Первой мировой войны линейного крейсера TCG Yavuz.
Архив Гюлера содержит около 800000 фотографий.
Ара Гюлер умер от сердечного приступа 17 октября 2018 года. Он страдал почечной недостаточностью, лечился диализом.

## Награды
- Master of Leica (1962)[14]
- Орден Почётного легиона (Франция)
- Фотограф века (1999, Турция)[15]
- Почётная докторская степень (2004, Технический университет Йылдыз)
- Большая премия президента Турецкой Республики в области культуры и искусства (2005, Турция)
- Премия Люси в номинации за пожизненное достижение (2009, США)[16]

## Книги
Среди опубликованных книг фотографа — «Ara Güler’s Creative Americans», «Living in Turkey», «Ara Güler: Photographs» и много других.